# メッセトゥルム・バーゼル

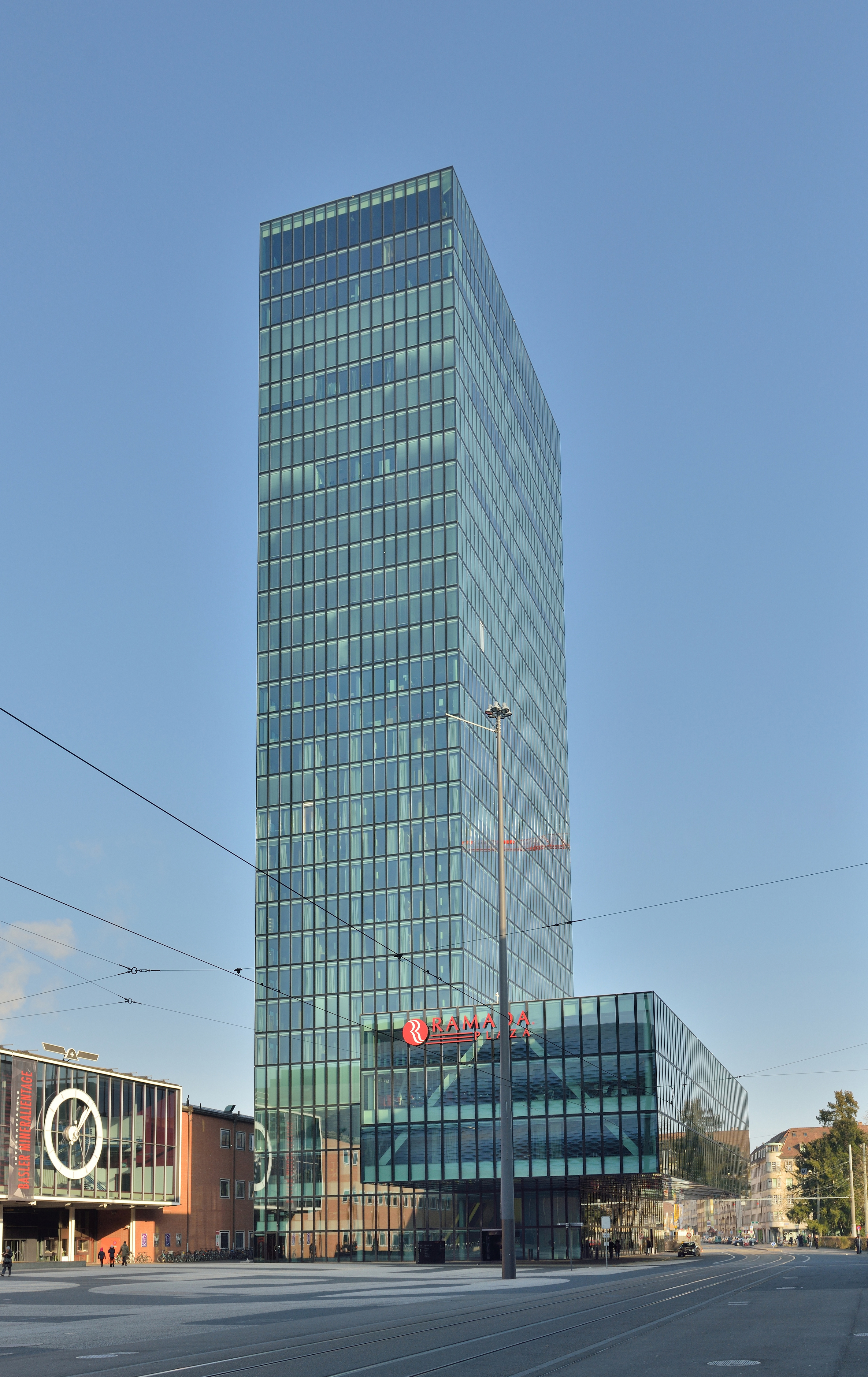
Basler Messeturm

メッセトゥルム・バーゼル（ドイツ語: Basler Messeturm、英語: Basel Trade Fair Tower）は、スイス、バーゼル・シュタット準州の州都、バーゼルにある32階建てのビルである。高さは105ｍ。チューリッヒのプライムタワーに次ぎ、スイスで2番目に高いビルとなっている（2014年12月現在）。

## 概要
完成は2003年10月。ビル内には事務所、企業のショールーム、会議・セミナールーム、レストラン、ホテルなどが入り、スイス最大の展示場、メッセ・バーゼル　（独語：Messe Basel）とも直結している。メッセ・バーゼルではバーゼルワールド（バーゼル・フェア）やアート・バーゼルなど、年間を通して国際見本市が開催されている。
メッセトゥルム・バーゼル内のホテル、「ラマダプラザ・バーゼルホテル＆カンファレンスセンター」は、224室を擁する4星ホテルである。また、ビルの最上階にはバーラウンジがあり、バーゼルの町並みを一望のもと見渡すことができる。